# Pontpoint
Pontpoint és un municipi francès, situat al departament de l'Oise i a la regió dels Alts de França. L'any 2007 tenia 2.877 habitants.

## Demografia

### Població
El 2007 la població de fet de Pontpoint era de 2.877 persones. Hi havia 1.093 famílies de les quals 212 eren unipersonals (93 homes vivint sols i 119 dones vivint soles), 379 parelles sense fills, 454 parelles amb fills i 48 famílies monoparentals amb fills.
La població ha evolucionat segons el següent gràfic:
Habitants censats

### Habitatges
El 2007 hi havia 1.164 habitatges, 1.100 eren l'habitatge principal de la família, 29 eren segones residències i 34 estaven desocupats. 1.005 eren cases i 144 eren apartaments. Dels 1.100 habitatges principals, 941 estaven ocupats pels seus propietaris, 128 estaven llogats i ocupats pels llogaters i 31 estaven cedits a títol gratuït; 10 tenien una cambra, 61 en tenien dues, 127 en tenien tres, 301 en tenien quatre i 601 en tenien cinc o més. 897 habitatges disposaven pel capbaix d'una plaça de pàrquing. A 478 habitatges hi havia un automòbil i a 561 n'hi havia dos o més.

### Piràmide de població
La piràmide de població per edats i sexe el 2009 era:
| Homes | Edats   | Dones |
| ----- | ------- | ----- |
| 0     | 95 o +  | 0     |
| 0     | 90 a 94 | 12    |
| 16    | 85 a 89 | 20    |
| 0     | 80 a 84 | 8     |
| 20    | 75 a 79 | 32    |
| 52    | 70 a 74 | 32    |
| 64    | 65 a 69 | 48    |
| 60    | 60 a 64 | 72    |
| 124   | 55 a 59 | 100   |
| 124   | 50 a 54 | 128   |
| 100   | 45 a 49 | 96    |
| 128   | 40 a 44 | 128   |
| 140   | 35 a 39 | 136   |
| 84    | 30 a 34 | 80    |
| 104   | 25 a 29 | 80    |
| 68    | 20 a 24 | 52    |
| 84    | 15 a 19 | 68    |
| 108   | 10 a 14 | 108   |
| 108   | 5 a 9   | 88    |
| 52    | 0 a 4   | 64    |

## Economia
El 2007 la població en edat de treballar era de 1.931 persones, 1.465 eren actives i 466 eren inactives. De les 1.465 persones actives 1.350 estaven ocupades (743 homes i 607 dones) i 115 estaven aturades (45 homes i 70 dones). De les 466 persones inactives 175 estaven jubilades, 137 estaven estudiant i 154 estaven classificades com a «altres inactius».

### Ingressos
El 2009 a Pontpoint hi havia 1.116 unitats fiscals que integraven 3.005,5 persones, la mediana anual d'ingressos fiscals per persona era de 22.250 €.

### Activitats econòmiques
Dels 119 establiments que hi havia el 2007, 3 eren d'empreses extractives, 1 d'una empresa alimentària, 1 d'una empresa de fabricació de material elèctric, 17 d'empreses de fabricació d'altres productes industrials, 24 d'empreses de construcció, 22 d'empreses de comerç i reparació d'automòbils, 7 d'empreses de transport, 4 d'empreses d'hostatgeria i restauració, 2 d'empreses d'informació i comunicació, 2 d'empreses financeres, 2 d'empreses immobiliàries, 11 d'empreses de serveis, 16 d'entitats de l'administració pública i 7 d'empreses classificades com a «altres activitats de serveis».
Dels 28 establiments de servei als particulars que hi havia el 2009, 4 eren tallers de reparació d'automòbils i de material agrícola, 1 taller d'inspecció tècnica de vehicles, 5 paletes, 1 guixaire pintor, 2 fusteries, 4 lampisteries, 2 electricistes, 3 empreses de construcció, 4 perruqueries, 1 agència immobiliària i 1 saló de bellesa.
Els 2 establiments comercials que hi havia el 2009 eren floristeries.
L'any 2000 a Pontpoint hi havia 9 explotacions agrícoles que ocupaven un total de 630 hectàrees.

## Equipaments sanitaris i escolars
L'únic equipament sanitari que hi havia el 2009 era una farmàcia.
El 2009 hi havia 2 escoles maternals i 2 escoles elementals.

## Poblacions més properes
El següent diagrama mostra les poblacions més properes.